# Заречный (Якутия)
Заречный — село в Олёкминском районе Республики Якутия России.
Административный центр и единственный населённый пункт муниципального образования «Сельское поселение посёлок Заречный».

## География
Расположен на правом берегу Лены. Расстояние до города Олёкминска, административного центра района, примерно 3 км.
Климат
Климат характеризуется как резко континентальный. Средняя температура воздуха самого тёплого месяца (июля) составляет 18 °C; самого холодного (января) — −30 − −35 °C. Среднегодовое количество атмосферных осадков составляет 200—300 мм.

## История
Указом Президиума Верховного Совета Якутской-Саха ССР от 9 июля 1991 года зарегистрирован с образованием административно-территориальной единицы путём выделения из состава территории, административно подчинённой городу Олёкминску. Этим же указом Заречному присвоен статус рабочего посёлка.
Преобразован из посёлка городского типа в сельский населённый пункт в 2007 году.

## Население
| 2002 | 2010 | 2012 | 2013 | 2014 | 2015 | 2016 |
| ---- | ---- | ---- | ---- | ---- | ---- | ---- |
| 674  | ↘620 | ↘615 | →615 | ↘598 | ↘591 | ↘578 |
| 2017 | 2018 | 2019 | 2020 | 2021 |      |      |
| ↘572 | ↘569 | ↘563 | ↘555 | ↘553 |      |      |

## Известные жители
В посёлке трудился в Олёкминском леспромхозе и жил до своей кончины Григорий Трофимович Зорин (1920—1976), Герой Советского Союза (1945).

## Инфраструктура
Олёкминский леспромхоз.

## Транспорт
Автомобильный и водный транспорт.